# Anthurium
Anthurium Schott, 1829 è un genere di piante a fogliame decorativo della famiglia delle Aracee, originario dell'America tropicale. È l'unico genere della tribù Anthurieae.

## Etimologia
Il nome del genere deriva dall'unione delle parole greche anthos ("fiore") e οὐρά (ourá, "coda"), alludendo allo spadice longilineo che caratterizza l'infiorescenza.

## Descrizione
Il genere Anthurium comprende diverse specie, alcune apprezzate come piante ornamentali per i fiori molto decorativi, come Anthurium andraeanum e Anthurium scherzerianum. È generalmente un genere di piante epifite, che usano cioè altre piante come sostegno, ma alcune specie sono terrestri. Tutta la pianta è di solito velenosa a causa di cristalli di ossalato di calcio, ma diventa rischiosa solo se ingerita in grandi quantità.

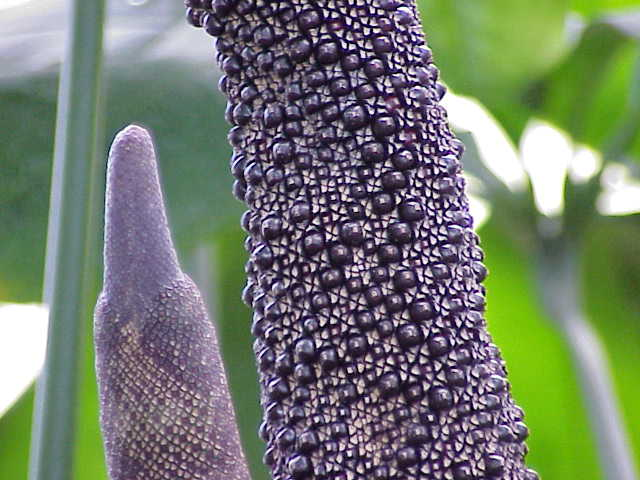
Spadice di Anthurium digitatum

### Foglie
Le foglie sono di solito grandi cordiformi o lanceolate, ma hanno forme variabili in base alla specie.

### Infiorescenza
È formata da una grande brattea a forma di cuore, detta spata, color rosso-lacca, salmone, bianco o rosa, lucida e coriacea, avvolta intorno a un piccolo cilindro, detto spadice, sottile e ben eretto da cui originano i fiori ermafroditi bianchi o gialli. La fioritura dura da giugno a settembre.

## Distribuzione e habitat
Le piante di Anthurium sono originarie delle zone tropicali e subtropicali dell'America centrale e meridionale, con la maggiore concentrazione di biodiversità osservabile in Colombia e Ecuador.

## Tassonomia
Il genere comprende oltre 1100 specie.

## Coltivazione
L'anturio esige ambienti caldo-umidi e luminosità discreta e indiretta, terreno umido e leggero, concimazione liquida mensile, annaffiature e nebulizzazioni frequenti nella bella stagione, d'inverno le innaffiature vanno diradate.
Per pulire le foglie è preferibile usare un panno umido e non utilizzare lucidanti fogliari.
Ogni due anni in primavera va effettuata una rinvasatura utilizzando terriccio comune leggero ponendo sul fondo del vaso ciottoli o argilla espansa per il drenaggio idrico.

## Avversità
Le correnti d'aria e gli sbalzi di temperatura causano l'ingiallimento delle foglie, l'eccessivo ristagno d'acqua può favorire le infezioni fungine ed occorre prestare attenzione alle infestazioni di afidi e di cocciniglia farinosa.